# Alfred Defuisseaux

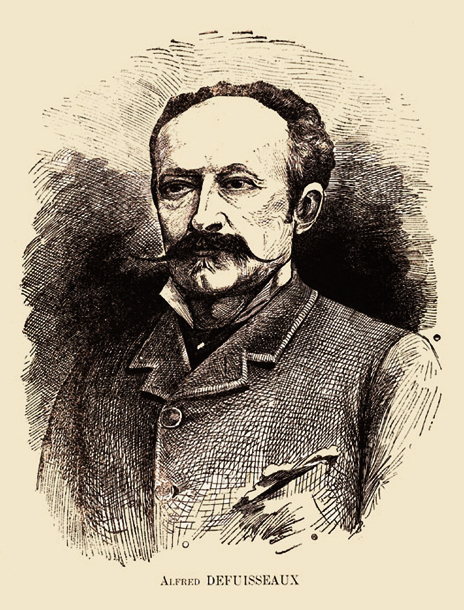
Portret van Alfred defuisseaux

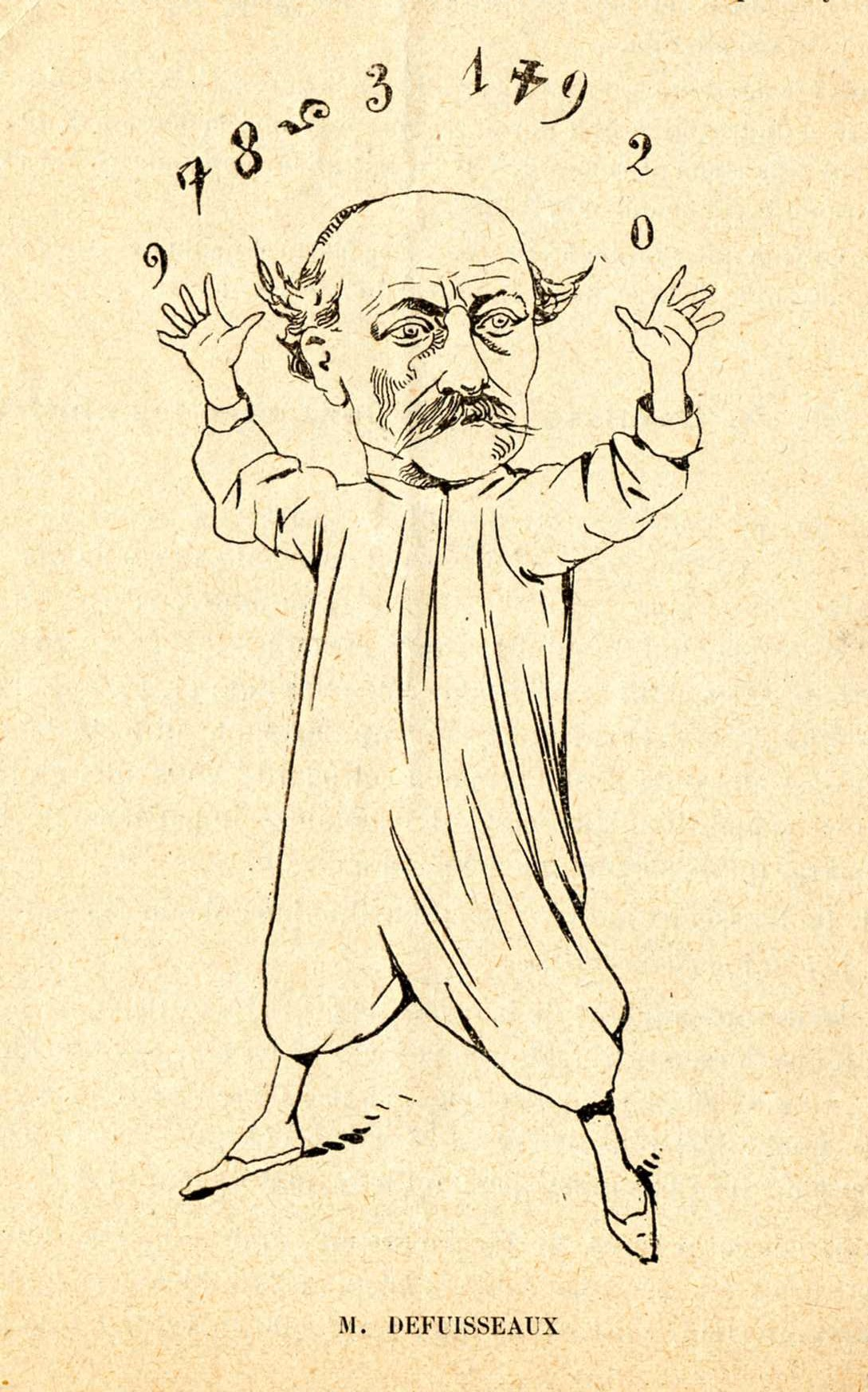
Cartoon van Alfred Defuisseaux, jonglerend met de cijfers van de statistieken voor arbeidsongevallen (deel van een pamflet)

Alfred Eloi Nicolas Defuisseaux (Bergen, 9 december 1843 - Nimy, 11 november 1901) was een Belgisch socialistisch politicus.

## Levensloop
Defuisseaux was een zoon van de liberale senator Nicolas Defuisseaux. Hij promoveerde tot doctor in de rechten (ULB) maar behaalde ook een ingenieursdiploma, vestigde zich als advocaat. Hij streed voor het algemeen stemrecht.
Zoals zijn broer Léon Defuisseaux, werd hij sterk beïnvloed door de ideeën van Paul Janson, de vader van de liberale  politicus Paul-Emile Janson. Defuisseaux was voorstander van de republiek en de algemene staking en werd uitgesloten uit de BWP vanwege zijn radicalisme. In 1886 stichtte hij een  Parti socialiste républicain. In 1889 verzoende hij zich met de BWP en behoorde in 1894, net als zijn broer Léon, tot de eerste lichting volksvertegenwoordigers voor de BWP.
Defuisseaux was zeer populair bij de mijnwerkers, nadat hij er als advocaat was in geslaagd om als eerste een vergoeding voor een arbeidsongeval te bekomen.

## Publicaties
- Le Cathéchisme du Peuple, Cuesmes, 1886, een succeswerk op weinig tijd verspreid op 300.000 exemplaren.
- Mes procès, Brussel, 1886
- Deuxième Catéchisme du Peuple, Brussel, 1886.
- Le Cathéchisme de la femme du peuple, Wasmes, 1890.

## Eerbetoon
De naam Alfred Defuisseaux wordt in Wallonië zeer in eer gehouden. Er is een Rue Alfred Defuisseaux onder meer in Binche, Boussu, Charleroi, Dour, Frameries, Grâce-Berleur, Grâce-Hollogne, Herstal,  La Louvière, Loncin, Marcinelle, Quaregnon, Soumagne, Trivières en Wasmes.